# Talaia d'Albercutx
La Talaia d'Albercutx o Albercuix (anomenada també Talaia Major de Pollença i Talaia de Formentor) és una torre de guaita situada al cim d'un puig al cap de Formentor, al municipi de Pollença (Mallorca).

 Està declarada Bé d'Interès Cultural.
Atesa la distància a peu fins a la costa i fins a la vila i la immillorable vista que té, era una talaia que no tenia funcions defensives, i, per tant, no disposava d'artilleria, sinó que limitava les seves funcions a la vigilància i a les senyalitzacions, comunicada amb la talaia d'Alcúdia per avisar en cas de perill.

## Descripció
Es tracta d'una torre situada al capcurucull d'un puig a 390 msnm, amb unes vistes que dominen tot el Cap de Formentor, a les terres de la possessió d'Albercutx. És d'estructura troncocònica i està feta de pedra i morter. La meitat de la torre és massissa, i la sola cambra està situada a uns quatre metres d'altura, i s'hi accedia per una escala de corda i barrerons de fusta. El portal estava defensat per un matacà, que actualment només conserva les dues mènsules. La cambra interior té coberta de volta de mitja esfera, i ha estat modificat amb una foganya i una fornícula contemporània. A les parets s'hi poden observar restes de dibuixos d'avions de quan hi havia l'observatori els anys quaranta. A la terrassa s'accedeix per un buit a la volta, que era cobert per una petita garita que evitava que l'aigua entràs a l'interior i la desguassava per dues gàrgoles.
A uns quants metres es troba una caseta pels talaiers, que era d'una sola cambra i actualment es troba en estat ruïnós. Uns metres més avall es troba una bateria d'artilleria i una pista d'aterratge per helicòpters d'època molt recent. La pista asfaltada que condueix fins al cim connecta amb la carretera del Far de Formentor a l'alçada del mirador del Colomer, i fou construïda pels republicans del campament de presos d'Albercutx, vora les cases de la possessió.

## Història
El 1550 fou un any negre per la història de Pollença. Un atac corsari comandat per l'otomà Dragut assolà la vila amb més de 1500 homes, i posà de manifest la necessitat de millorar el sistema de vigilància. El 1577 els jurats de Pollença demanaren al Regne la construcció d'una talaia, que sembla que fou construïda entorn de 1595. El 1597 el talaier era Martí Castell, que tenia un arcabús sense munició i no tenia fester per fer senyals. A més, havia rebut un llamp i li calien reparacions.
El 1655 el picapedrer Joan Cervera dedicà quatre dies a adobar el porxo de la terrassa i refer la verdesca. El 1658 es documenta la compra de doaina, una casta de corda, perquè els talaiers pujassin a la talaia. El 1675 consta que la talaia estava en mal estat, i encara ho estava el 1686, quan s'encomanà al picapedrer Antoni Mestre la reparació. Anys més tard la talaia tornà a rebre l'impacte d'un llamp que va afectar la meitat de la volta, i el 1716 s'encarregaren de la reparació els picapedrers Joan Cervera i Bartomeu Aulí, que feia poc havien adobat la de Cala Sant Vicenç.
Durant el segle xvii tenia dos talaiers. El 1632 ho eren Pere Cerdà i Pere Calafell; el 1656, Joan Torrandell i Pere Cardell; el 1659, Antoni i Bartomeu Campomar, i el 1675, Jaume Seguí i Gabriel Muntaner. En canvi, el 1711 havia augmentat el nombre a tres, Jaume Seguí, Joan Pont i Gabriel Guillem, i el 1769 continuaven de ser tres.
A despit que no disposava d'artilleria, es documenta la tinença d'armes de foc per part dels torrers. El 1728 tenien tres escopetes, el 1734, tres fusells, el 1743, dues espingardes i tres escopetes, i el 1775, dues espingardes, dos fusells i una escopeta. De tota manera, són recurrents les notícies que els talaiers tenien falta de munició, bales o pólvora. A partir del segle xviii, els avisos s'havien deixat de fer amb senyals de foc i de fum i es feien amb les armes de foc.
A mitjan segle xix els perills de la mar havien minvat. El 1867, talaia i caseta foren traspassades, juntament amb bona part de la resta de torres de l'illa, a Hisenda i venudes a un particular. No devia fer gaire que havien passat els darrers talaiers, perquè quan l'Arxiduc la visità cap a 1880 encara va poder veure, tirada en terra, l'escala de corda i barrerons de fusta per pujar a la primera planta.
La talaia tengué usos posteriors puntuals, com ara durant la Guerra d'Espanya, quan s'hi instal·là l'observatori núm. 3, que va estar en actiu fins a 1943. El 1972 va estar a punt de ser enderrocada per construir-hi una bateria d'artilleria. Francesc Capllonch i Miteau, el propietari, aconseguí que, tot i que es construí la bateria, la talaia no s'enderrocàs. El 1983 el Consell de Ministres aprovà un decret per expropiar-la i esbucar-la per fer-hi una ràdio farola, però l'Ajuntament de Pollença posà un interdicte i n'obtengué la propietat. Actualment és de titularitat pública i es pot visitar lliurement.